# Julio Hernando García Peláez
Julio Hernando García Peláez (* 26. Juli 1958 in Anserma) ist ein kolumbianischer Geistlicher und römisch-katholischer Bischof von Garagoa.

## Leben
Papst Johannes Paul II. weihte ihn am 2. Juni 1985 zum Priester.
Der Papst ernannte ihn am 11. Februar 2005 zum Titularbischof von Bida und Weihbischof in Cali. Die Bischofsweihe spendete ihm der Kardinalpräfekt der Kongregation für den Klerus, Darío Castrillón Hoyos, am 2. April desselben Jahres; Mitkonsekratoren waren Tulio Duque Gutiérrez SDS, Bischof von Pereira, und Juan Francisco Sarasti Jaramillo CIM, Erzbischof von Cali.
Am 5. Juni 2010 wurde er von Papst Benedikt XVI. zum Bischof von Istmina-Tadó ernannt und am 24. Juli desselben Jahres in das Amt eingeführt.
Papst Franziskus ernannte ihn am 15. Juni 2017 zum Bischof von Garagoa. Die Amtseinführung fand am 8. Juli desselben Jahres statt.